# Sycetta quadriradiata
Sycetta quadriradiata är en svampdjursart som beskrevs av Hozawa 1929. Sycetta quadriradiata ingår i släktet Sycetta och familjen Sycettidae.
Artens utbredningsområde är havet kring Japan. Inga underarter finns listade i Catalogue of Life.